# 彼得里什鄉
46°03′00″N 22°23′00″E / 46.05°N 22.3833°E
彼得里什鄉（羅馬尼亞語：Comuna Petriș, Arad），是羅馬尼亞的鄉份，位於該國西部，由阿拉德縣負責管轄，距離阿拉德106公里，面積131平方公里，2011年人口1,525，人口密度每平方公里12人。